# League of Ireland 2023
Die League of Ireland 2023 (offiziell: SSE Airtricity League Premier Division nach dem Ligasponsor Airtricity) war die 103. Spielzeit der höchsten irischen Fußballliga. Die Saison begann am 17. Februar 2023 und endete am 4. November 2023.
Titelverteidiger waren die Shamrock Rovers.

## Modus
Alle Mannschaften spielten jeweils viermal an 36 Spieltagen gegeneinander um die Meisterschaft. Das Team auf dem letzten Platz stieg direkt ab, das Team auf dem vorletzten Rang spielte in der Relegation gegen den Abstieg.

## Vereine
| Verein                | Wappen                        | Stadt    | Stadion            | Kapazität |
| --------------------- | ----------------------------- | -------- | ------------------ | --------- |
| Bohemians Dublin      | Bohemians Dublin              | Dublin   | Dalymount Park     | 7.955     |
| Cork City             | Cork City                     | Cork     | Turners Cross      | 7.485     |
| Derry City            | Derry City                    | Derry    | Brandywell Stadium | 7.700     |
| Drogheda United       | Drogheda United               | Drogheda | United Park        | 3.500     |
| Dundalk FC            | Dundalk FC                    | Dundalk  | Oriel Park         | 6.000     |
| Shamrock Rovers       | Shamrock Rovers               | Dublin   | Tallaght Stadium   | 5.947     |
| Shelbourne FC         | Shelbourne FC                 | Dublin   | Tolka Park         | 9.680     |
| Sligo Rovers          | Sligo Rovers                  | Sligo    | The Showgrounds    | 5.500     |
| St Patrick’s Athletic | St Patrick’s Athletic         | Dublin   | Richmond Park      | 5.340     |
| UC Dublin             | University College Dublin AFC | Dublin   | UCD Bowl           | 2.400     |

## Abschlusstabelle
| Pl. | Verein                        | Sp. | S  | U  | N  | Tore    | Diff. | Punkte |
| --- | ----------------------------- | --- | -- | -- | -- | ------- | ----- | ------ |
| 1.  | Shamrock Rovers (M)           | 36  | 20 | 12 | 4  | 067:270 | +40   | 72     |
| 2.  | Derry City (P)                | 36  | 18 | 11 | 7  | 057:240 | +33   | 65     |
| 3.  | St Patrick’s Athletic         | 36  | 19 | 5  | 12 | 059:420 | +17   | 62     |
| 4.  | Shelbourne FC                 | 36  | 15 | 15 | 6  | 044:270 | +17   | 60     |
| 5.  | Dundalk FC                    | 36  | 17 | 7  | 12 | 059:440 | +15   | 58     |
| 6.  | Bohemians Dublin              | 36  | 16 | 10 | 10 | 053:400 | +13   | 58     |
| 7.  | Drogheda United               | 36  | 10 | 11 | 15 | 040:540 | −14   | 41     |
| 8.  | Sligo Rovers                  | 36  | 10 | 7  | 19 | 036:510 | −15   | 37     |
| 9.  | Cork City (N)                 | 36  | 8  | 7  | 21 | 035:640 | −29   | 31     |
| 10. | University College Dublin AFC | 36  | 2  | 5  | 29 | 019:960 | −77   | 11     |

Platzierungskriterien: 1. Punkte – 2. Tordifferenz – 3. geschossene Tore

| (M) | amtierender irischer Meister         |
| (P) | amtierender irischer Pokalsieger     |
| (N) | Neuaufsteiger aus der First Division |

## Kreuztabelle
| Hinrunde (Runden 1–18) | Hinrunde (Runden 1–18) | Hinrunde (Runden 1–18) | Hinrunde (Runden 1–18) | Hinrunde (Runden 1–18) | Hinrunde (Runden 1–18) | Hinrunde (Runden 1–18) | Hinrunde (Runden 1–18) | Hinrunde (Runden 1–18) | Hinrunde (Runden 1–18) | 2023                  | Rückrunde (Runden 19–36) | Rückrunde (Runden 19–36) | Rückrunde (Runden 19–36) | Rückrunde (Runden 19–36) | Rückrunde (Runden 19–36) | Rückrunde (Runden 19–36) | Rückrunde (Runden 19–36) | Rückrunde (Runden 19–36) | Rückrunde (Runden 19–36) | Rückrunde (Runden 19–36) |
| Bohemians Dublin       | Cork City              | Derry City             | Drogheda United        | Dundalk FC             | Shamrock Rovers        | Shelbourne FC          | Sligo Rovers           | St Patrick’s Athletic  | UC Dublin              | Verein                | Bohemians Dublin         | Cork City                | Derry City               | Drogheda United          | Dundalk FC               | Shamrock Rovers          | Shelbourne FC            | Sligo Rovers             | St Patrick’s Athletic    | UC Dublin                |
| ---------------------- | ---------------------- | ---------------------- | ---------------------- | ---------------------- | ---------------------- | ---------------------- | ---------------------- | ---------------------- | ---------------------- | --------------------- | ------------------------ | ------------------------ | ------------------------ | ------------------------ | ------------------------ | ------------------------ | ------------------------ | ------------------------ | ------------------------ | ------------------------ |
|                        | 5:0                    | 0:1                    | 3:1                    | 2:1                    | 0:2                    | 0:0                    | 2:0                    | 2:3                    | 2:1                    | Bohemians Dublin      |                          | 4:0                      | 2:2                      | 4:2                      | 3:2                      | 2:2                      | 1:1                      | 3:1                      | 0:2                      | 2:0                      |
| 1:2                    |                        | 1:3                    | 1:1                    | 1:0                    | 1:0                    | 0:2                    | 1:0                    | 2:3                    | 4:0                    | Cork City             | 2:1                      |                          | 0:1                      | 1:1                      | 1:2                      | 0:0                      | 0:2                      | 3:0                      | 0:1                      | 1:1                      |
| 0:1                    | 2:0                    |                        | 0:1                    | 0:0                    | 0:2                    | 0:0                    | 1:1                    | 2:0                    | 4:1                    | Derry City            | 0:0                      | 2:0                      |                          | 3:0                      | 3:0                      | 1:1                      | 0:0                      | 2:1                      | 3:0                      | 6:0                      |
| 0:2                    | 0:1                    | 0:1                    |                        | 0:1                    | 1:1                    | 1:1                    | 1:0                    | 1:3                    | 3:1                    | Drogheda United       | 0:0                      | 3:1                      | 0:0                      |                          | 1:2                      | 0:0                      | 2:4                      | 2:2                      | 2:1                      | 3:0                      |
| 2:2                    | 2:1                    | 2:2                    | 3:2                    |                        | 0:4                    | 2:1                    | 1:2                    | 5:0                    | 1:1                    | Dundalk FC            | 2:0                      | 5:0                      | 1:3                      | 3:1                      |                          | 2:0                      | 1:1                      | 1:0                      | 1:1                      | 4:1                      |
| 2:0                    | 4:4                    | 1:2                    | 1:2                    | 2:0                    |                        | 2:2                    | 2:1                    | 2:2                    | 3:0                    | Shamrock Rovers       | 3:0                      | 2:1                      | 1:0                      | 5:0                      | 1:0                      |                          | 1:0                      | 4:2                      | 3:2                      | 4:0                      |
| 1:0                    | 2:1                    | 0:1                    | 0:0                    | 1:1                    | 0:0                    |                        | 2:1                    | 0:1                    | 1:0                    | Shelbourne FC         | 1:1                      | 2:1                      | 1:1                      | 3:2                      | 1:0                      | 1:1                      |                          | 1:1                      | 2:1                      | 3:2                      |
| 0:1                    | 2:2                    | 1:0                    | 1:1                    | 0:1                    | 1:1                    | 0:3                    |                        | 2:1                    | 3:1                    | Sligo Rovers          | 3:1                      | 3:0                      | 1:0                      | 0:0                      | 0:2                      | 0:3                      | 0:1                      |                          | 0:2                      | 2:0                      |
| 0:2                    | 4:0                    | 1:1                    | 3:0                    | 2:1                    | 0:2                    | 1:0                    | 0:1                    |                        | 3:0                    | St Patrick’s Athletic | 0:0                      | 1:1                      | 4:1                      | 1:2                      | 3:1                      | 0:2                      | 1:0                      | 1:0                      |                          | 7:0                      |
| 1:1                    | 1:0                    | 0:4                    | 0:1                    | 0:2                    | 0:3                    | 0:0                    | 2:3                    | 1:3                    |                        | UC Dublin             | 1:2                      | 0:2                      | 0:5                      | 1:3                      | 1:5                      | 0:0                      | 0:4                      | 2:1                      | 0:1                      |                          |

## Relegation
Der Tabellenneunte Cork City traf auf Waterford FC, den Gewinner der Play-off-Spiele der First Division. Das Relegationsspiel fand am 11. November 2023 im Tallaght Stadium in Dublin statt.
|           | Ergebnis  |              |
| --------- | --------- | ------------ |
| Cork City | 1:2 n. V. | Waterford FC |